# Breaking Point (1975)
Breaking Point är en svensk porr- och thrillerfilm från 1975 med regi och manus av Bo Arne Vibenius under pseudonymen Ron Silberman Jr. I rollerna ses bland andra Anton Rothschild, Per-Axel Arosenius och Irena Billing.

## Om filmen
Inspelning ägde rum under tolv dagar i december 1974 i Wennergren Center, Sveavägen, Hötorget, Humlegården, Drottningholms slott samt på Arlanda. Producent var Stan Kowalski, fotograf Adam de Loup och kompositör Ralph Lundsten. Filmen klipptes av Robert Taylor och premiärvisades den 13 oktober 1975 på biograf Olympia i Borås. Filmen blev först totalförbjuden, men godkändes sedan i en nedkortad version. Den har aldrig visats i Stockholm.

## Handling
En medelålders tjänsteman på Wennergren Center i Stockholm förgyller sin annars så gråa tillvaro med erotiska närmanden mot kvinnor.

## Rollista
- Anton Rothschild – Billing, tjänsteman
- Per-Axel Arosenius – vapenhandlare
- Irena Billing	– mörkhårig kvinna i tunnelbanan
- Jane McIntosh
- Susanne Audrian
- Bertha Klingspor
- Marilyn Inverness
- Liza June
- Adolf Deutch
- Joachim Bender